# Novonigidius ornatifrons
Novonigidius ornatifrons là một loài bọ cánh cứng trong họ Lucanidae. Loài này được Dudich mô tả khoa học năm 1923.